# Dame tu amor
Dame tu amor es el segundo álbum de la cantante mexicana Alejandra Guzmán.
La segunda producción de Alejandra Guzmán dio continuidad al éxito del disco anterior. Este álbum es una colección de las mejores canciones en homenaje a los clásicos del rock de los años 60s y 70s. Alejandra ponía a bailar a toda la gente mientras se movía con gran sensualidad en sus ya famosas minifaldas. Este disco le dio más repertorio a sus conciertos, tuvo la oportunidad de cantar grandes canciones de la época dorada del rock y fue certificado como “Disco de Oro” y “Disco de Platino”.

## Lista de canciones
| Lado A |                            |                               |          |  |
| N.º    | Título                     | Escritor(es)                  | Duración |  |
| 1.     | «No seas cruel»            | Otis Blackwell, Elvis Presley | 2:24     |  |
| 2.     | «Twits y gritos»           | Phil Medley, Bert Russell     | 2:34     |  |
| 3.     | «Popotitos»                | Larry Williams                | 2:46     |  |
| 4.     | «La casa del sol naciente» | Alan Price                    | 3:22     |  |

| Lado B |                    |                             |          |  |
| N.º    | Título             | Escritor(es)                | Duración |  |
| 1.     | «Soy tuya mi amor» | Ray Davies                  | 2:31     |  |
| 2.     | «Diana»            | Paul Anka                   | 2:25     |  |
| 3.     | «Satisfacción»     | Mick Jagger, Keith Richards | 3:27     |  |
| 4.     | «Dame tu amor»     | Levine, Cordell             | 2:48     |  |

## Sencillos
- «Twist y gritos»
- «No seas Cruel»
- «Dame tu amor»

## Equipo técnico
- Productor ejecutivo: Miguel Blasco
- Ingeniero de sonido, voz y mix: José Antonio Álvarez Alija
- Realizado y dirigido por: Gian Pietro Felissatti
- Bases grabadas en: Baby Estudio Milán
- Recordings, Coros y Mezclas: Eurosonic Madrid
- Arreglos: Santanoe, Felissatti
- Ingeniero de sonido bases: Massimo Noe
- Fotografía: Pancho Giraldi
- Diseño: Giraldi MW, SA Publicidad